# Jayasakti
Jayasakti était un roi de Bali qui régna de 1146 à 1151. Il est connu par ses inscriptions sur plaque de cuivre, en particulier le Prasasti Desa Depaa.
Il était un descendant du célèbre souverain Airlangga.